# Gymnosagena kakamega
Gymnosagena kakamega är en tvåvingeart som beskrevs av Amnon Freidberg och Merz 2006. Gymnosagena kakamega ingår i släktet Gymnosagena och familjen borrflugor.
Artens utbredningsområde är Kenya. Inga underarter finns listade i Catalogue of Life.